# رشيد مسلي
رشيد مسلي هو ناشط حقوقي جزائري-فرنسي ومحامي معروف. يعيش حاليًا في جنيف وهو القائم بأعمال مدير القسم القانوني في منظمة الكرامة لحقوق الإنسان التي يفع مقرها في جنيف.
أصبحَ في عام 1991 جزءًا من محامي فريق الدفاع عن قضية اعتقال قادة الجبهة الإسلامية للإنقاذ عباسي مدني وعلي بلحاج. تمّ اختطافه يوم 31 تموز/يوليو 1996 تحت تهديد السلاح من سيارته على يدِ أربعة من المهاجمين الذين تبين أنهم من أفراد قوات الأمن. احتُجز سرًا لأكثر من أسبوع وتعرض للضرب والتهديد بالقتل  ثم تمّ اتهامه في نهاية المطاف بالانتماء إلى جماعة إرهابية. تمت تبرئته في تموز/يوليو 1997 من تلك التهمة ثم أُدينَ بدلا منها بتهمة «تشجيع الإرهاب» وهي التهمة التي لم يكن لديه فرصة في الدفاع عن نفسه أمام المحكمة. تدخلت منظمة العفو الدولية على الخط واعتبرت أن المحاكمة «انتهاك صريح وواضح امعايير الدولية وللمحاكمة العادلة». تم إلغاء حُكم إدانته في كانون الأول/ديسمبر 1998 من قبل المحكمة العليا وبالرغم من ذلك فقد وُضع في السجن في انتظار المحاكمة وهذا ما يتعارض طبعًا مع القانون الجزائري. أُدين بحلول حزيران/يونيو 1999 بتهمة الانتماء إلى مجموعة إرهابية وحكمَ عليه بالسجن ثلاث سنوات. أطلق سراحه في تموز/يوليو 1999 وذلك قبل أسبوع ونصف منَ الحكم النهائي كجزء من عفو رئاسي. غادَر في عام 2000 للعيش في جنيف خوفا على حياته وسلامة أسرته.
منذ انتقاله إلى جنيف؛ واصل مسلي دفاعه ونشاطه في مجال حقوق الإنسان. شاركّ في عام 2001 في تأسيس منظمة غير حكومية مكرسة لمكافحة الإفلات من العقاب. في نفس العام؛ حاولَ الدفاع عن اعتقال عباسي مدني وعلي بلحاج قادة الجبهة الإسلامية للإنقاذ كما تواصل مع فريق الأمم المتحدة المعني بالاحتجاز التعسفي في جنيف والذي قضى بأن كل من تم اعتقالهم بشكل تعسفي منذ عام 1992 هم سجناء رأي كما أن محاكمتهم لم تتمثل للمعايير الدولية. استاءت الحكومة الجزائرية من هذا الحكم كما استاءت مما فعله مسلي الجزائري الجنسية على فكرة. وجّهت الحكومة أذرعها الإعلامية نحو رشيد واتهمته بالانتماء إلى «مجموعة إرهابية مسلحة» تعمل في الخارج كما أصدرت في حقه مذكرة اعتقال غير نافذة. وفقا لمنظمة العفو الدولية فإن عددًا من الجزائريين قد تعروضوا للتعذيب والاعتقال بسبب تواصلهم مع رشيد بمن فيهم طاهر فاكولي، إبراهيم لادادا وعبد الكريم الخضر شارك في عام 2007 في تأسيس حركة رشاد، وهي منظمة تهدفُ لإسقاط الحكومة الجزائرية من خلال كتلة المقاومة اللاعنفية.